# Ernst Happel
Ernst Franz Hermann Happel (Vienna, 29 novembre 1925 – Innsbruck, 14 novembre 1992) è stato un allenatore di calcio e calciatore austriaco, di ruolo difensore. È l'unico allenatore ad aver guidato tre diverse squadre sino alla finale di Coppa dei Campioni/UEFA Champions League e ad aver disputato due finali internazionali nello stesso anno, il 1978.
Considerato uno dei migliori allenatori di ogni epoca, è stato il primo di sette allenatori (oltre a Carlo Ancelotti, Ottmar Hitzfeld, José Mourinho, Jupp Heynckes, Josep Guardiola e Luis Enrique) che hanno vinto la Coppa dei Campioni con due club diversi, nello specifico il Feyenoord nel 1969-1970 e l'Amburgo nel 1982-1983. Insieme con José Mourinho, Carlo Ancelotti, Giovanni Trapattoni, Tomislav Ivić ed Eric Gerets, è, inoltre, uno dei sei allenatori capaci di vincere il campionato in almeno quattro nazioni diverse.

## Carriera

### Giocatore
Happel entrò giovanissimo nel settore giovanile del Rapid Vienna, con cui debuttò nel 1942 a soli 17 anni. Atletico e abile nel palleggio, divenne presto un beniamino dei tifosi, che lo soprannominarono "Aschyl", per la somiglianza ad un attore turco, e "der Zauberer", il mago. Con i viennesi vinse i primi titoli, il campionato e la coppa nazionale, nel 1946, le prime manifestazioni organizzate dalla ricostituzione dell'Austria dopo il conflitto mondiale. Un suo gol al 90º valse l'affermazione nella finale di Mitropa Cup del 1951.
Conta 51 presenze con la nazionale austriaca, con la quale disputò due fasi finali dei mondiali. Raggiunse il terzo posto al campionato mondiale del 1954 in Svizzera. In patria, dopo il bruciante 1-6 in semifinale contro la Germania Ovest, fu ingiustamente accusato di essere stato comprato, assieme all'amico portiere Zeman, e per tre anni rinunciò alle chiamate della nazionale. A fine carriera disputò anche il campionato mondiale del 1958 in Svezia.
A livello di club giocò per 14 anni nel Rapid Vienna, dal 1943 al 1954 e dal 1956 al 1959, vincendo il campionato austriaco per ben 6 volte e costituendo un formidabile duo difensivo con Gerhard Hanappi, agendo prima da stopper e poi da libero. Dal 1954 al 1956 giocò nel Racing Parigi, in Francia.

### Allenatore
Dopo il ritiro dall'attività, Happel divenne uno dei migliori allenatori di sempre. Vinse il campionato nazionale in quattro paesi diversi, primo in Europa ed eguagliato poi da Giovanni Trapattoni, Tomislav Ivić, José Mourinho e poi superato da Carlo Ancelotti. Inoltre portò due squadre diverse alla vittoria in Coppa dei Campioni, anche in questo caso primo in Europa, eguagliato poi da Ottmar Hitzfeld, José Mourinho, Jupp Heynckes e Carlo Ancelotti. Nonostante la finale persa con il Bruges nel 1978, a tutt'oggi è l'unico allenatore ad aver disputato tre finali di Coppa dei Campioni con tre squadre diverse (Feyenoord, Bruges ed Amburgo). Infine condusse i Paesi Bassi al secondo posto al campionato mondiale del 1978. La sua prima squadra fu l'ADO Den Haag, nel 1962, club che portò alla vittoria in Coppa dei Paesi Bassi nel 1967-1968 contro l'Ajax di Rinus Michels.
Nel 1967, con l'ADO Den Haag nelle vesti del San Francisco Golden Gate Gales, partecipò all'unica edizione del campionato dell'United Soccer Association, lega calcistica nordamericana che poteva fregiarsi del titolo di campionato di Prima Divisione su riconoscimento della FIFA, nel 1967: quell'edizione della Lega fu disputata utilizzando squadre europee e sudamericane in rappresentanza di quelle USA, che non avevano avuto tempo di riorganizzarsi dopo la scissione che aveva dato vita al campionato concorrente della National Professional Soccer League. I Golden Gate Gales non superarono le qualificazioni per i play-off, chiudendo la stagione al secondo posto della Western Division.
Dopo il Den Haag allenò il Feyenoord, campione d'Olanda e reduce dal double del 1968-1969, conducendolo alla vittoria della Coppa dei Campioni del 1969-1970 e la Coppa Intercontinentale del 1970. Con la squadra di Rotterdam vinse anche il campionato nel 1970-1971.
Al mondiale del 1978 in Argentina, Happel fu il commissario tecnico della nazionale olandese, con la quale raggiunse la finale contro l'Argentina, poi persa. Sempre uomo di poche parole, si dice che il discorso d'incoraggiamento nel pre-partita della finale 1978 sia stato solo: «signori, due punti». Curioso il fatto che egli fu il "giustiziere" proprio della nazionale del proprio paese, l'Austria, sconfitta dai Paesi Bassi con un sonoro 5-1.
Nella sua carriera come allenatore Happel lavorò per diversi club, tra i quali il Siviglia, il Bruges, con il quale vinse il campionato belga tre volte e raggiunse la finale di Coppa UEFA nel 1975-1976 e quella di Coppa dei Campioni 1977-1978, entrambe perse contro il Liverpool, e l'Amburgo, guidato dal 1981 al 1987, vincendo la Bundesliga nel 1981-1982 e nel 1982-1983, la Coppa di Germania nel 1986-1987 e, nel 1982-1983, di nuovo la Coppa dei Campioni, tredici anni dopo il trionfo col Feyenoord.
Nel 1987 Happel ritornò in Austria come allenatore dello Swarovski Tirol. Con questi vinse il campionato austriaco altre due volte (1988-1989 e 1989-1990) prima di diventare CT dell'Austria all'inizio del 1992. Nel novembre dello stesso anno scomparve, stroncato da un cancro, all'età di 66 anni. Dopo la sua morte il più grande stadio d'Austria, lo stadio Prater di Vienna, è stato ridenominato in suo onore stadio Ernst Happel.
Nel 1999 i tifosi del Rapid Vienna lo hanno eletto secondo miglior giocatore del Rapid del secolo (Rapidler des Jahrhunderts).

## Statistiche

### Giocatore

#### Cronologia presenze e reti in nazionale
| Cronologia completa delle presenze e delle reti in nazionale ― Austria | Cronologia completa delle presenze e delle reti in nazionale ― Austria | Cronologia completa delle presenze e delle reti in nazionale ― Austria | Cronologia completa delle presenze e delle reti in nazionale ― Austria | Cronologia completa delle presenze e delle reti in nazionale ― Austria | Cronologia completa delle presenze e delle reti in nazionale ― Austria | Cronologia completa delle presenze e delle reti in nazionale ― Austria | Cronologia completa delle presenze e delle reti in nazionale ― Austria |
| Data                                                                   | Città                                                                  | In casa                                                                | Risultato                                                              | Ospiti                                                                 | Competizione                                                           | Reti                                                                   | Note                                                                   |
| ---------------------------------------------------------------------- | ---------------------------------------------------------------------- | ---------------------------------------------------------------------- | ---------------------------------------------------------------------- | ---------------------------------------------------------------------- | ---------------------------------------------------------------------- | ---------------------------------------------------------------------- | ---------------------------------------------------------------------- |
| 14-9-1947                                                              | Vienna                                                                 | Austria                                                                | 3 – 4                                                                  | Ungheria                                                               | Amichevole                                                             | -                                                                      |                                                                        |
| 5-10-1947                                                              | Praga                                                                  | Cecoslovacchia                                                         | 3 – 2                                                                  | Austria                                                                | Amichevole                                                             | -                                                                      |                                                                        |
| 9-11-1947                                                              | Vienna                                                                 | Austria                                                                | 5 – 1                                                                  | Italia                                                                 | Amichevole                                                             | -                                                                      |                                                                        |
| 18-4-1948                                                              | Vienna                                                                 | Austria                                                                | 3 – 1                                                                  | Svizzera                                                               | Amichevole                                                             | -                                                                      |                                                                        |
| 2-5-1948                                                               | Vienna                                                                 | Austria                                                                | 3 – 2                                                                  | Ungheria                                                               | Coppa Internazionale                                                   | -                                                                      |                                                                        |
| 30-5-1948                                                              | Istanbul                                                               | Turchia                                                                | 0 – 1                                                                  | Austria                                                                | Amichevole                                                             | -                                                                      |                                                                        |
| 11-7-1948                                                              | Solna                                                                  | Svezia                                                                 | 3 – 2                                                                  | Austria                                                                | Amichevole                                                             | -                                                                      |                                                                        |
| 2-8-1948                                                               | Londra                                                                 | Svezia                                                                 | 3 – 0                                                                  | Austria                                                                | Olimpiadi 1948 - Ottavi di finale                                      | -                                                                      |                                                                        |
| 3-10-1948                                                              | Budapest                                                               | Ungheria                                                               | 2 – 1                                                                  | Austria                                                                | Amichevole                                                             | -                                                                      |                                                                        |
| 20-3-1949                                                              | Vienna                                                                 | Austria                                                                | 1 – 0                                                                  | Turchia                                                                | Amichevole                                                             | -                                                                      |                                                                        |
| 3-4-1949                                                               | Losanna                                                                | Svizzera                                                               | 1 – 2                                                                  | Austria                                                                | Coppa Internazionale                                                   | -                                                                      |                                                                        |
| 22-5-1949                                                              | Firenze                                                                | Italia                                                                 | 3 – 1                                                                  | Austria                                                                | Coppa Internazionale                                                   | -                                                                      |                                                                        |
| 25-9-1949                                                              | Vienna                                                                 | Austria                                                                | 3 – 1                                                                  | Cecoslovacchia                                                         | Coppa Internazionale                                                   | -                                                                      |                                                                        |
| 16-10-1949                                                             | Vienna                                                                 | Austria                                                                | 3 – 4                                                                  | Ungheria                                                               | Amichevole                                                             | -                                                                      |                                                                        |
| 13-11-1949                                                             | Belgrado                                                               | Jugoslavia                                                             | 2 – 5                                                                  | Austria                                                                | Amichevole                                                             | -                                                                      |                                                                        |
| 19-3-1950                                                              | Vienna                                                                 | Austria                                                                | 3 – 3                                                                  | Svizzera                                                               | Coppa Internazionale                                                   | -                                                                      |                                                                        |
| 2-4-1950                                                               | Vienna                                                                 | Austria                                                                | 1 – 0                                                                  | Italia                                                                 | Coppa Internazionale                                                   | -                                                                      |                                                                        |
| 14-5-1950                                                              | Vienna                                                                 | Austria                                                                | 5 – 3                                                                  | Ungheria                                                               | Amichevole                                                             | -                                                                      |                                                                        |
| 8-10-1950                                                              | Vienna                                                                 | Austria                                                                | 7 – 2                                                                  | Jugoslavia                                                             | Amichevole                                                             | -                                                                      |                                                                        |
| 29-10-1950                                                             | Budapest                                                               | Ungheria                                                               | 4 – 3                                                                  | Austria                                                                | Amichevole                                                             | -                                                                      |                                                                        |
| 5-11-1950                                                              | Vienna                                                                 | Austria                                                                | 5 – 1                                                                  | Danimarca                                                              | Amichevole                                                             | -                                                                      |                                                                        |
| 13-12-1950                                                             | Glasgow                                                                | Scozia                                                                 | 0 – 1                                                                  | Austria                                                                | Amichevole                                                             | -                                                                      |                                                                        |
| 27-5-1951                                                              | Vienna                                                                 | Austria                                                                | 4 – 0                                                                  | Scozia                                                                 | Amichevole                                                             | -                                                                      |                                                                        |
| 17-6-1951                                                              | Copenaghen                                                             | Danimarca                                                              | 3 – 3                                                                  | Austria                                                                | Amichevole                                                             | -                                                                      |                                                                        |
| 23-9-1951                                                              | Vienna                                                                 | Austria                                                                | 0 – 2                                                                  | Germania Ovest                                                         | Amichevole                                                             | -                                                                      |                                                                        |
| 14-10-1951                                                             | Bruxelles                                                              | Belgio                                                                 | 1 – 8                                                                  | Austria                                                                | Amichevole                                                             | -                                                                      |                                                                        |
| 1-11-1951                                                              | Colombes                                                               | Francia                                                                | 2 – 2                                                                  | Austria                                                                | Amichevole                                                             | -                                                                      |                                                                        |
| 28-11-1951                                                             | Londra                                                                 | Inghilterra                                                            | 2 – 2                                                                  | Austria                                                                | Amichevole                                                             | -                                                                      |                                                                        |
| 23-3-1952                                                              | Vienna                                                                 | Austria                                                                | 2 – 0                                                                  | Belgio                                                                 | Amichevole                                                             | -                                                                      | 34’                                                                    |
| 7-5-1952                                                               | Vienna                                                                 | Austria                                                                | 6 – 0                                                                  | Irlanda                                                                | Amichevole                                                             | -                                                                      |                                                                        |
| 25-5-1952                                                              | Vienna                                                                 | Austria                                                                | 2 – 3                                                                  | Inghilterra                                                            | Amichevole                                                             | -                                                                      |                                                                        |
| 21-9-1952                                                              | Belgrado                                                               | Jugoslavia                                                             | 4 – 2                                                                  | Austria                                                                | Amichevole                                                             | -                                                                      |                                                                        |
| 19-10-1952                                                             | Vienna                                                                 | Austria                                                                | 1 – 2                                                                  | Francia                                                                | Amichevole                                                             | -                                                                      |                                                                        |
| 26-4-1953                                                              | Budapest                                                               | Ungheria                                                               | 1 – 1                                                                  | Austria                                                                | Amichevole                                                             | -                                                                      |                                                                        |
| 27-9-1953                                                              | Vienna                                                                 | Austria                                                                | 9 – 1                                                                  | Portogallo                                                             | Qual. Mondiali 1954                                                    | 1                                                                      |                                                                        |
| 11-10-1953                                                             | Vienna                                                                 | Austria                                                                | 2 – 2                                                                  | Ungheria                                                               | Amichevole                                                             | 1                                                                      |                                                                        |
| 11-4-1954                                                              | Vienna                                                                 | Austria                                                                | 0 – 1                                                                  | Ungheria                                                               | Amichevole                                                             | -                                                                      |                                                                        |
| 9-5-1954                                                               | Vienna                                                                 | Austria                                                                | 2 – 0                                                                  | Galles                                                                 | Amichevole                                                             | -                                                                      |                                                                        |
| 30-5-1954                                                              | Vienna                                                                 | Austria                                                                | 5 – 0                                                                  | Norvegia                                                               | Amichevole                                                             | 1                                                                      |                                                                        |
| 16-6-1954                                                              | Zurigo                                                                 | Austria                                                                | 1 – 0                                                                  | Scozia                                                                 | Mondiali 1954 - 1º turno                                               | -                                                                      |                                                                        |
| 19-6-1954                                                              | Zurigo                                                                 | Austria                                                                | 5 – 0                                                                  | Cecoslovacchia                                                         | Mondiali 1954 - 1º turno                                               | -                                                                      |                                                                        |
| 26-6-1954                                                              | Losanna                                                                | Svizzera                                                               | 5 – 7                                                                  | Austria                                                                | Mondiali 1954 - Quarti di finale                                       | -                                                                      |                                                                        |
| 30-6-1954                                                              | Basilea                                                                | Austria                                                                | 1 – 6                                                                  | Germania Ovest                                                         | Mondiali 1954 - Semifinale                                             | -                                                                      |                                                                        |
| 15-9-1957                                                              | Belgrado                                                               | Jugoslavia                                                             | 3 – 3                                                                  | Austria                                                                | Amichevole                                                             | 1                                                                      |                                                                        |
| 25-9-1957                                                              | Amsterdam                                                              | Paesi Bassi                                                            | 1 – 1                                                                  | Austria                                                                | Qual. Mondiali 1958                                                    | -                                                                      |                                                                        |
| 29-9-1957                                                              | Lussemburgo                                                            | Lussemburgo                                                            | 0 – 3                                                                  | Austria                                                                | Qual. Mondiali 1958                                                    | -                                                                      |                                                                        |
| 13-10-1957                                                             | Vienna                                                                 | Austria                                                                | 2 – 2                                                                  | Cecoslovacchia                                                         | Coppa Internazionale                                                   | -                                                                      | cap.                                                                   |
| 14-5-1958                                                              | Vienna                                                                 | Austria                                                                | 3 – 1                                                                  | Irlanda                                                                | Amichevole                                                             | -                                                                      |                                                                        |
| 8-6-1958                                                               | Uddevalla                                                              | Brasile                                                                | 3 – 0                                                                  | Austria                                                                | Mondiali 1958 - 1º turno                                               | -                                                                      |                                                                        |
| 15-6-1958                                                              | Borås                                                                  | Inghilterra                                                            | 2 – 2                                                                  | Austria                                                                | Mondiali 1958 - 1º turno                                               | -                                                                      |                                                                        |
| 14-9-1958                                                              | Vienna                                                                 | Austria                                                                | 3 – 4                                                                  | Jugoslavia                                                             | Amichevole                                                             | 1                                                                      | cap.                                                                   |
| Totale                                                                 |                                                                        | Presenze                                                               | 51                                                                     |                                                                        | Reti                                                                   | 5                                                                      |                                                                        |

### Allenatore

#### Club
In grassetto le competizioni vinte.
| Stagione               | Squadra                | Campionato             | Campionato | Campionato | Campionato | Campionato | Coppe nazionali | Coppe nazionali | Coppe nazionali | Coppe nazionali | Coppe nazionali | Coppe continentali | Coppe continentali | Coppe continentali | Coppe continentali | Coppe continentali | Altre coppe | Altre coppe | Altre coppe | Altre coppe | Altre coppe | Totale | Totale | Totale | Totale | % Vittorie | Piazzamento |
| Stagione               | Squadra                | Comp                   | G          | V          | N          | P          | Comp            | G               | V               | N               | P               | Comp               | G                  | V                  | N                  | P                  | Comp        | G           | V           | N           | P           | G      | V      | N      | P      | % Vittorie | Piazzamento |
| ---------------------- | ---------------------- | ---------------------- | ---------- | ---------- | ---------- | ---------- | --------------- | --------------- | --------------- | --------------- | --------------- | ------------------ | ------------------ | ------------------ | ------------------ | ------------------ | ----------- | ----------- | ----------- | ----------- | ----------- | ------ | ------ | ------ | ------ | ---------- | ----------- |
| 1962-1963              | ADO Den Haag           | ED                     | 30         | 9          | 10         | 11         | CO              | 5               | 4               | 0               | 1               | -                  | -                  | -                  | -                  | -                  | -           | -           | -           | -           | -           | 35     | 14     | 14     | 12     | 40,00      | 10º         |
| 1963-1964              | ADO Den Haag           | ED                     | 30         | 12         | 6          | 12         | CO              | 6               | 5               | 1               | 0               | -                  | -                  | -                  | -                  | -                  | -           | -           | -           | -           | -           | 36     | 17     | 7      | 12     | 47,22      | 10º         |
| 1964-1965              | ADO Den Haag           | ED                     | 30         | 13         | 7          | 10         | CO              | 2               | 1               | 0               | 1               | -                  | -                  | -                  | -                  | -                  | -           | -           | -           | -           | -           | 32     | 14     | 7      | 11     | 43,75      | 3º          |
| 1965-1966              | ADO Den Haag           | ED                     | 30         | 15         | 9          | 6          | CO              | 7               | 6               | 0               | 1               | -                  | -                  | -                  | -                  | -                  | -           | -           | -           | -           | -           | 37     | 21     | 9      | 7      | 56,76      | 3º          |
| 1966-1967              | ADO Den Haag           | ED                     | 34         | 18         | 10         | 6          | CO              | 2               | 1               | 0               | 1               | -                  | -                  | -                  | -                  | -                  | -           | -           | -           | -           | -           | 36     | 19     | 10     | 7      | 52,78      | 4º          |
| 1967                   | S.F. Gales             | USA                    | 14         | 5          | 3          | 4          | -               | -               | -               | -               | -               | -                  | -                  | -                  | -                  | -                  | -           | -           | -           | -           | -           | 14     | 5      | 3      | 4      | 35,71      | 2º          |
| 1967-1968              | ADO Den Haag           | ED                     | 34         | 15         | 11         | 8          | CO              | 7               | 7               | 0               | 0               | -                  | -                  | -                  | -                  | -                  | -           | -           | -           | -           | -           | 41     | 22     | 11     | 8      | 53,66      | 4º          |
| 1968-1969              | ADO Den Haag           | ED                     | 34         | 12         | 13         | 9          | CO              | 3               | 2               | 1               | 0               | CdC                | 4                  | 2                  | 0                  | 2                  | -           | -           | -           | -           | -           | 41     | 16     | 14     | 11     | 39,02      | 6º          |
| Totale ADO Den Haag    | Totale ADO Den Haag    | Totale ADO Den Haag    | 222        | 94         | 66         | 62         |                 | 32              | 26              | 2               | 4               |                    | 4                  | 2                  | 0                  | 2                  |             | -           | -           | -           | -           | 258    | 122    | 68     | 68     | 47,29      |             |
| 1969-1970              | Feyenoord              | ED                     | 34         | 22         | 11         | 1          | CO              | 1               | 0               | 0               | 1               | CC                 | 9                  | 5                  | 2                  | 2                  | CInt        | 2           | 1           | 1           | 0           | 46     | 28     | 14     | 4      | 60,87      | 2º          |
| 1970-1971              | Feyenoord              | ED                     | 34         | 26         | 5          | 3          | CO              | 4               | 2               | 1               | 1               | CC                 | 2                  | 0                  | 2                  | 0                  | -           | -           | -           | -           | -           | 40     | 28     | 8      | 4      | 70,00      | 1º          |
| 1971-1972              | Feyenoord              | ED                     | 34         | 26         | 3          | 5          | CO              | 2               | 1               | 1               | 0               | CC                 | 6                  | 5                  | 0                  | 1                  | -           | -           | -           | -           | -           | 42     | 32     | 4      | 6      | 76,19      | 2º          |
| 1972-1973              | Feyenoord              | ED                     | 34         | 27         | 4          | 3          | CO              | 3               | 2               | 0               | 1               | CU                 | 4                  | 3                  | 0                  | 1                  | -           | -           | -           | -           | -           | 41     | 32     | 4      | 5      | 78,05      | 2º          |
| Totale Feyenoord       | Totale Feyenoord       | Totale Feyenoord       | 136        | 101        | 23         | 12         |                 | 10              | 5               | 2               | 3               |                    | 21                 | 13                 | 4                  | 4                  |             | 2           | 1           | 1           | 0           | 169    | 120    | 30     | 19     | 71,01      |             |
| ago.-dic. 1973         | Siviglia               | SD                     | 14         | 5          | 4          | 5          | CG              | 1               | 1               | 0               | 0               | -                  | -                  | -                  | -                  | -                  | -           | -           | -           | -           | -           | 15     | 6      | 4      | 5      | 40,00      | Eson.       |
| gen.-giu. 1974         | Club Bruges            | DI                     | 16         | 7          | 2          | 7          | CB+CLB          | 2+4             | 1+1             | 0+1             | 1+2             | -                  | -                  | -                  | -                  | -                  | -           | -           | -           | -           | -           | 22     | 9      | 3      | 10     | 40,91      | Sub. 5º     |
| 1974-1975              | Club Bruges            | DI                     | 38         | 19         | 11         | 8          | CB+CLB          | 2+2             | 1+1             | 1+0             | 0+1             | -                  | -                  | -                  | -                  | -                  | -           | -           | -           | -           | -           | 42     | 21     | 12     | 9      | 50,00      | 4º          |
| 1975-1976              | Club Bruges            | DI                     | 36         | 22         | 8          | 6          | CO              | 5               | 3               | 1               | 1               | CU                 | 12                 | 6                  | 2                  | 4                  | -           | -           | -           | -           | -           | 53     | 31     | 11     | 11     | 58,49      | 1º          |
| 1976-1977              | Club Bruges            | DI                     | 34         | 23         | 6          | 5          | CO              | 6               | 6               | 0               | 0               | CC                 | 6                  | 2                  | 3                  | 1                  | -           | -           | -           | -           | -           | 46     | 31     | 9      | 6      | 67,39      | 1º          |
| 1977-1978              | Club Bruges            | DI                     | 34         | 22         | 7          | 5          | CO              | 5               | 3               | 1               | 1               | CC                 | 9                  | 5                  | 0                  | 4                  | -           | -           | -           | -           | -           | 50     | 29     | 11     | 10     | 58,00      | 1º          |
| lug.-ott. 1978         | Club Bruges            | DI                     | 10         | 3          | 2          | 5          | CO              | 2               | 2               | 0               | 0               | CC                 | 2                  | 1                  | 0                  | 1                  | -           | -           | -           | -           | -           | 14     | 6      | 2      | 6      | 42,86      | Eson.       |
| Totale Club Bruges     | Totale Club Bruges     | Totale Club Bruges     | 168        | 96         | 36         | 36         |                 | 28              | 18              | 4               | 6               |                    | 29                 | 14                 | 5                  | 10                 |             | -           | -           | -           | -           | 225    | 128    | 45     | 52     | 56,89      |             |
| gen.-giu. 1979         | KRC Harelbeke          | D2                     | 30         | 11         | 2          | 17         | -               | -               | -               | -               | -               | -                  | -                  | -                  | -                  | -                  | -           | -           | -           | -           | -           | 30     | 11     | 2      | 17     | 36,67      | 11º         |
| 1979-1980              | Standard Liegi         | DI                     | 34         | 20         | 9          | 5          | CO              | 7               | 4               | 2               | 1               | CU                 | 6                  | 3                  | 1                  | 2                  | -           | -           | -           | -           | -           | 47     | 27     | 12     | 8      | 57,45      | 2º          |
| 1980-1981              | Standard Liegi         | DI                     | 34         | 18         | 6          | 10         | CO              | 8               | 8               | 0               | 0               | CU                 | 8                  | 4                  | 3                  | 1                  | -           | -           | -           | -           | -           | 50     | 30     | 9      | 11     | 60,00      | 3º          |
| Totale Standard Liegi  | Totale Standard Liegi  | Totale Standard Liegi  | 68         | 38         | 15         | 15         |                 | 15              | 12              | 2               | 1               |                    | 14                 | 7                  | 4                  | 3                  |             | -           | -           | -           | -           | 87     | 57     | 21     | 19     | 65,52      |             |
| 1981-1982              | Amburgo                | BL                     | 34         | 18         | 12         | 4          | CG              | 6               | 5               | 0               | 1               | CU                 | 12                 | 5                  | 1                  | 6                  | -           | -           | -           | -           | -           | 52     | 28     | 13     | 11     | 53,85      | 1º          |
| 1982-1983              | Amburgo                | BL                     | 34         | 20         | 12         | 2          | CG              | 4               | 2               | 1               | 1               | CC                 | 9                  | 6                  | 2                  | 1                  | -           | -           | -           | -           | -           | 47     | 28     | 15     | 4      | 59,57      | 1º          |
| 1983-1984              | Amburgo                | BL                     | 36         | 22         | 8          | 6          | CG              | 5               | 3               | 1               | 1               | CC                 | 2                  | 1                  | 0                  | 1                  | SU+CInt     | 2+1         | 0+0         | 1+0         | 1+1         | 46     | 26     | 10     | 10     | 56,52      | 2º          |
| 1984-1985              | Amburgo                | BL                     | 34         | 14         | 9          | 11         | CG              | 1               | 0               | 0               | 1               | CU                 | 6                  | 4                  | 1                  | 1                  | -           | -           | -           | -           | -           | 41     | 18     | 10     | 13     | 43,90      | 5º          |
| 1985-1986              | Amburgo                | BL                     | 34         | 17         | 5          | 12         | CG              | 1               | 0               | 0               | 1               | CU                 | 2                  | 1                  | 0                  | 1                  | -           | -           | -           | -           | -           | 37     | 18     | 5      | 14     | 48,65      | 7º          |
| 1986-1987              | Amburgo                | BL                     | 34         | 19         | 9          | 6          | CG              | 6               | 6               | 0               | 0               | -                  | -                  | -                  | -                  | -                  | -           | -           | -           | -           | -           | 40     | 25     | 9      | 6      | 62,50      | 2º          |
| Totale Amburgo         | Totale Amburgo         | Totale Amburgo         | 206        | 110        | 55         | 41         |                 | 23              | 16              | 2               | 5               |                    | 31                 | 17                 | 4                  | 10                 |             | 3           | 0           | 1           | 2           | 263    | 143    | 62     | 58     | 54,37      |             |
| 1987-1988              | Swarovski Tirol        | 1D                     | 36         | 11         | 15         | 10         | CA              | 7               | 6               | 0               | 1               | CdC                | 2                  | 1                  | 0                  | 1                  | SA          | 1           | 0           | 0           | 1           | 46     | 18     | 15     | 13     | 39,13      | 6º          |
| 1988-1989              | Swarovski Tirol        | 1D                     | 36         | 24         | 7          | 5          | CA              | 7               | 5               | 1               | 1               | -                  | -                  | -                  | -                  | -                  | -           | -           | -           | -           | -           | 47     | 31     | 9      | 7      | 65,96      | 1º          |
| 1989-1990              | Swarovski Tirol        | 1D                     | 36         | 23         | 9          | 4          | CA              | 4               | 3               | 0               | 1               | CC                 | 4                  | 2                  | 1                  | 1                  | SA          | 1           | 0           | 0           | 1           | 45     | 28     | 10     | 7      | 62,22      | 1º          |
| 1990-1991              | Swarovski Tirol        | 1D                     | 36         | 21         | 9          | 6          | CA              | 3               | 2               | 0               | 1               | CC                 | 4                  | 2                  | 1                  | 1                  | SA          | 1           | 0           | 0           | 1           | 42     | 18     | 10     | 14     | 42,86      | 2º          |
| lug.-dic. 1991         | Swarovski Tirol        | 1D                     | 22         | 12         | 5          | 5          | CA              | 1               | 0               | 0               | 1               | CU                 | 5                  | 3                  | 1                  | 1                  | -           | -           | -           | -           | -           | 37     | 18     | 5      | 14     | 48,65      | Eson.       |
| Totale Swarovski Tirol | Totale Swarovski Tirol | Totale Swarovski Tirol | 166        | 91         | 45         | 30         |                 | 22              | 16              | 1               | 5               |                    | 15                 | 8                  | 3                  | 4                  |             | 3           | 0           | 0           | 3           | 206    | 115    | 49     | 42     | 55,83      |             |
| Totale carriera        | Totale carriera        | Totale carriera        | 1010       | 542        | 243        | 225        |                 | 131             | 94              | 13              | 24              |                    | 114                | 61                 | 20                 | 33                 |             | 7           | 1           | 2           | 4           | 1 263  | 698    | 278    | 287    | 55,27      |             |

#### Nazionale

##### Nazionale olandese
| Squadra     | Naz                    | dal            | al             | Record | Record | Record | Record     | Record | Record | Record | Record |
| G           | V                      | N              | P              | GF     | GS     | DR     | % Vittorie |        |        |        |        |
| ----------- | ---------------------- | -------------- | -------------- | ------ | ------ | ------ | ---------- | ------ | ------ | ------ | ------ |
| Paesi Bassi | Paesi Bassi (bandiera) | 31 agosto 1977 | 25 giugno 1978 | 14     | 9      | 3      | 2          | 28     | 12     | +16    | 64,29  |

###### Panchine da commissario tecnico della nazionale olandese
| Cronologia completa delle presenze e delle reti in nazionale ― Paesi Bassi | Cronologia completa delle presenze e delle reti in nazionale ― Paesi Bassi | Cronologia completa delle presenze e delle reti in nazionale ― Paesi Bassi | Cronologia completa delle presenze e delle reti in nazionale ― Paesi Bassi | Cronologia completa delle presenze e delle reti in nazionale ― Paesi Bassi | Cronologia completa delle presenze e delle reti in nazionale ― Paesi Bassi | Cronologia completa delle presenze e delle reti in nazionale ― Paesi Bassi | Cronologia completa delle presenze e delle reti in nazionale ― Paesi Bassi |
| Data                                                                       | Città                                                                      | In casa                                                                    | Risultato                                                                  | Ospiti                                                                     | Competizione                                                               | Reti                                                                       | Note                                                                       |
| -------------------------------------------------------------------------- | -------------------------------------------------------------------------- | -------------------------------------------------------------------------- | -------------------------------------------------------------------------- | -------------------------------------------------------------------------- | -------------------------------------------------------------------------- | -------------------------------------------------------------------------- | -------------------------------------------------------------------------- |
| 31-8-1977                                                                  | Nimega                                                                     | Paesi Bassi                                                                | 4 – 1                                                                      | Islanda                                                                    | Qual. Mondiali 1978                                                        | Willem van Hanegem 2 Ruud Geels 1 (rig.) Johnny Rep                        | Cap: R.Krol                                                                |
| 5-10-1977                                                                  | Rotterdam                                                                  | Paesi Bassi                                                                | 0 – 0                                                                      | Unione Sovietica                                                           | Amichevole                                                                 | -                                                                          | Cap: R.Krol                                                                |
| 12-10-1977                                                                 | Belfast                                                                    | Irlanda del Nord                                                           | 0 – 1                                                                      | Paesi Bassi                                                                | Qual. Mondiali 1978                                                        | Willy van de Kerkhof                                                       | Cap: J. Cruijff                                                            |
| 26-10-1977                                                                 | Amsterdam                                                                  | Paesi Bassi                                                                | 1 – 0                                                                      | Belgio                                                                     | Qual. Mondiali 1978                                                        | René van de Kerkhof                                                        | Cap: J. Cruijff                                                            |
| 22-2-1978                                                                  | Belfast                                                                    | Israele                                                                    | 1 – 2                                                                      | Paesi Bassi                                                                | Amichevole                                                                 | Rob Rensenbrink (rig.) Tschen La Ling                                      | Cap: R.Krol                                                                |
| 5-4-1978                                                                   | Tunisi                                                                     | Tunisia                                                                    | 0 – 4                                                                      | Paesi Bassi                                                                | Amichevole                                                                 | Dick Nanninga Henk van Leeuwen Pierre Vermeulen Kamel Chebli               | Cap: R.Krol                                                                |
| 20-5-1978                                                                  | Vienna                                                                     | Austria                                                                    | 0 – 1                                                                      | Paesi Bassi                                                                | Amichevole                                                                 | Arie Haan                                                                  | Cap: R.Krol                                                                |
| 3-6-1978                                                                   | Mendoza                                                                    | Paesi Bassi                                                                | 3 – 0                                                                      | Iran                                                                       | Mondiali 1978 - Fase a gironi                                              | 3 Rob Rensenbrink 2 (rig.)                                                 | Cap: R.Krol                                                                |
| 7-6-1978                                                                   | Mendoza                                                                    | Paesi Bassi                                                                | 0 – 0                                                                      | Perù                                                                       | Mondiali 1978 - Fase a gironi                                              | -                                                                          | Cap: R.Krol                                                                |
| 11-6-1978                                                                  | Mendoza                                                                    | Scozia                                                                     | 3 – 2                                                                      | Paesi Bassi                                                                | Mondiali 1978 - Fase a gironi                                              | Rob Rensenbrink (rig.) Johnny Rep                                          | Cap: R.Krol                                                                |
| 14-6-1978                                                                  | Córdoba                                                                    | Paesi Bassi                                                                | 5 – 1                                                                      | Austria                                                                    | Mondiali 1978 - Seconda fase a gironi                                      | Ernie Brandts Rob Rensenbrink (rig.) 2 Johnny Rep Willy van de Kerkhof     | Cap: R.Krol                                                                |
| 18-6-1978                                                                  | Córdoba                                                                    | Germania Ovest                                                             | 2 – 2                                                                      | Paesi Bassi                                                                | Mondiali 1978 - Seconda fase a gironi                                      | Arie Haan René van de Kerkhof                                              | Cap: R.Krol                                                                |
| 21-6-1978                                                                  | Buenos Aires                                                               | Paesi Bassi                                                                | 2 – 1                                                                      | Italia                                                                     | Mondiali 1978 - Seconda fase a gironi                                      | Ernie Brandts Arie Haan                                                    | Cap: R.Krol                                                                |
| 25-6-1978                                                                  | Buenos Aires                                                               | Argentina                                                                  | 3 – 1 dts                                                                  | Paesi Bassi                                                                | Mondiali 1978 - Finale                                                     | Dick Nanninga                                                              | Cap: R.Krol                                                                |
| Totale                                                                     |                                                                            | Presenze                                                                   | 14                                                                         |                                                                            | Reti                                                                       | 28                                                                         |                                                                            |

##### Nazionale austriaca
| Squadra | Naz                | dal           | al              | Record | Record | Record | Record     | Record | Record | Record | Record |
| G       | V                  | N             | P               | GF     | GS     | DR     | % Vittorie |        |        |        |        |
| ------- | ------------------ | ------------- | --------------- | ------ | ------ | ------ | ---------- | ------ | ------ | ------ | ------ |
| Austria | Austria (bandiera) | 25 marzo 1992 | 28 ottobre 1992 | 9      | 2      | 3      | 4          | 18     | 17     | +1     | 22,22  |

###### Panchine da commissario tecnico della nazionale austriaca
| Cronologia completa delle presenze e delle reti in nazionale ― Austria | Cronologia completa delle presenze e delle reti in nazionale ― Austria | Cronologia completa delle presenze e delle reti in nazionale ― Austria | Cronologia completa delle presenze e delle reti in nazionale ― Austria | Cronologia completa delle presenze e delle reti in nazionale ― Austria | Cronologia completa delle presenze e delle reti in nazionale ― Austria | Cronologia completa delle presenze e delle reti in nazionale ― Austria | Cronologia completa delle presenze e delle reti in nazionale ― Austria |
| Data                                                                   | Città                                                                  | In casa                                                                | Risultato                                                              | Ospiti                                                                 | Competizione                                                           | Reti                                                                   | Note                                                                   |
| ---------------------------------------------------------------------- | ---------------------------------------------------------------------- | ---------------------------------------------------------------------- | ---------------------------------------------------------------------- | ---------------------------------------------------------------------- | ---------------------------------------------------------------------- | ---------------------------------------------------------------------- | ---------------------------------------------------------------------- |
| 25-3-1992                                                              | Budapest                                                               | Ungheria                                                               | 2 – 1                                                                  | Austria                                                                | Amichevole                                                             | Toni Polster                                                           | Cap: A.Ogris                                                           |
| 14-4-1992                                                              | Vienna                                                                 | Austria                                                                | 4 – 0                                                                  | Lituania                                                               | Amichevole                                                             | Andreas Ogris Christian Prosenik Toni Polster Ralph Hasenhüttl         | Cap: A.Ogris                                                           |
| 29-4-1992                                                              | Vienna                                                                 | Austria                                                                | 1 – 1                                                                  | Galles                                                                 | Amichevole                                                             | Michael Baur                                                           | Cap: A.Ogris                                                           |
| 19-5-1992                                                              | Salisburgo                                                             | Austria                                                                | 2 – 4                                                                  | Polonia                                                                | Amichevole                                                             | Ralph Hasenhüttl Walter Waldhör                                        |                                                                        |
| 27-5-1992                                                              | Sittard                                                                | Paesi Bassi                                                            | 3 – 2                                                                  | Austria                                                                | Amichevole                                                             | Toni Polster Frenkie Schinkels                                         | Cap: A.Ogris                                                           |
| 19-8-1992                                                              | Bratislava                                                             | Cecoslovacchia                                                         | 2 – 2                                                                  | Austria                                                                | Amichevole                                                             | Peter Stöger Heimo Pfeifenberger                                       |                                                                        |
| 2-9-1992                                                               | Linz                                                                   | Austria                                                                | 1 – 1                                                                  | Portogallo                                                             | Amichevole                                                             | Toni Polster                                                           | Cap: A.Ogris                                                           |
| 14-10-1992                                                             | Parigi                                                                 | Francia                                                                | 2 – 0                                                                  | Austria                                                                | Qual. Mondiali 1994                                                    | -                                                                      |                                                                        |
| 28-10-1992                                                             | Vienna                                                                 | Austria                                                                | 5 – 2                                                                  | Israele                                                                | Qual. Mondiali 1994                                                    | 2 Andreas Herzog Toni Polster Peter Stöger Andreas Ogris               | Cap: A.Ogris                                                           |
| Totale                                                                 |                                                                        | Presenze                                                               | 9                                                                      |                                                                        | Reti                                                                   | 18                                                                     |                                                                        |

## Palmarès

### Calciatore

#### Competizioni nazionali
- Campionato austriaco: 6

Rapid Vienna: 1945-1946, 1947-1948, 1950-1951, 1951-1952, 1953-1954, 1956-1957
- Coppa d'Austria: 1

Rapid Vienna: 1945-1946

#### Competizioni internazionali
- Coppa Mitropa: 1

Rapid Vienna: 1951

### Allenatore

#### Competizioni nazionali
- Coppa dei Paesi Bassi: 1

ADO Den Haag: 1967-1968
- Campionato olandese: 1

Feyenoord: 1970-1971
- Campionato belga: 3

Bruges: 1975-1976, 1976-1977, 1977-1978
- Coppa del Belgio: 2

Bruges: 1976-1977
Standard Liegi: 1980-1981
- Campionato tedesco: 2

Amburgo: 1981-1982, 1982-1983
- Coppa di Germania: 1

Amburgo: 1986-1987
- Campionato austriaco: 2

Swarovski Tirol: 1988-1989, 1989-1990
- Coppa d'Austria: 1

Swaroski Tirol: 1988-1989

#### Competizioni internazionali
- Coppa dei Campioni: 2

Feyenoord: 1969-1970
Amburgo: 1982-1983
- Coppa Intercontinentale: 1

Feyenoord: 1970